# Herentals-Anders
Herentals-Anders (HA!) was een Belgische lokale politieke partij te Herentals.

## Geschiedenis
De partij werd opgericht in de zomer van 2018 als N-VA-scheurlijst. Tot de initiatiefnemers behoorde onder meer voormalig N-VA-fractievoorzitter Kathleen Laverge. Bij de gemeenteraadsverkiezingen van 2018 overtuigde de partij 2,7% van de kiezers, onvoldoende voor een zetel in de Herentalse gemeenteraad.